# Локалитет Округлица у Чукојевцу код Краљева
Локалитет Округлица у Чукојевцу код Краљева је археолошко налазиште на ком су пронађени остаци старчевачке и винчанске културе.

## Историјат
Локалитет Округлица се налази на великој речној тераси, смештеној на левој обали Западне Мораве, узводно од ушћа Велике реке у Чукојевцу. У горњем слоју, дубине до 40 центиметара, пронађени су налази винчанске културе, који по својим карактеристикама подсећају на налазе са локалитета Дивље Поље у Ратини. Ови винчански налази указују на то да и на Округлици треба рачунати са још једним насељем, које је након дуже паузе било поново насељено тек у позном неолиту.
На дубини од 40 до 120 центиметара пронађен је материјал старчевачке културе, који чини највећи део налаза са овог локалитета. Оно што је одмах приметно је недостатак сликаног керамичког материјала. Све бојене посуде одликују се црвеном бојом, која варира од цигла-црвене до боје црног вина. На овом локалитету преовлађује посуђе грубе фактуре. Од украса јављају се орнаменти у виду пластичних трака које могу бити налепљене и притиском подељене по средини једним ширим каналом, или орнаментисане убодима прстом. Друга варијанта украса може се назвати уређени барботин, када се формира веома рељефни ребрасти орнамент. Барботин керамика подразумева два међусобно одвојена процеса печења, при чему се у првом пече само језгро суда, а тек у другом суд са барботинским премазом. Што се тиче изгледа посуда, осим минијатурне вазе крушкастог облика и веће глобуларне вазе, није било могуће рекноструисати облике осталих налаза.
Што се тиче литичке индустрије старчевачке културе у Округлици, за сада су пронађене само камене секире и глачала. Глачала се одликују изузетном мекоћом камена и изванредна су брусна средства. Овим алатом вршено је и завршно сјајно полирање каменог оруђа. У Округлици се јављају облици секира-глачала који су у познијим фазама старчевачке културе, а затим и у винчанској култури, постали устаљене форме правих камених секира. Како знатан део ових секира показује трагове оштећења услед употребе, треба напустити теорију да су оне биле култни предмети.
Како на овом локалитету није нађена керамика, он се треба датовати у ране фазе старчевачке културе. Материјал који се јавља на локалитетима у долини Западне Мораве указује на два тока развоја. Први је Протостарчево, који се одликује монохромном црвеном керамиком. Други ток развоја прати продор сликане керамике, који је или последица преноса културних утицаја или досељавања нове етичке групе. Тамо где је продор сликане керамике био спорији протостарчевачка фаза се самостално развијала, постепено прелазећи у фазу развијене старчевачке културе. Она се одликује барботин керамиком и каменим оруђем попут секира, али код ње недостаје сликана керамика. Оваквом типу локалитета припада и Округлица.